# Kirjat Atidim
Kirjat Atidim (hebr. קריית עתידים) – park przemysłowy w mieście Tel Awiw-Jafa w Izraelu, znajdujący się na terenie Dzielnicy Drugiej.

## Położenie
Dzielnica leży na nadmorskiej równinie Szaron. Jest położone w północno-wschodniej części aglomeracji miejskiej Tel Awiwu, na północ od rzeki Jarkon. Na północnym zachodzie za ulicą Raoul Wallenberg jest osiedle Newe Szaret. Na północy i wschodzie rozciągają się tereny rolnicze, za którymi przebiega autostrada nr 4  (Aszkelon-Tel Awiw-Petach Tikwa-Hajfa). Na południu jest Ewer ha-Jarkon, a na zachodzie za ulicą Raoul Wallenberg jest osiedle Ramat ha-Chajjal.

## Historia

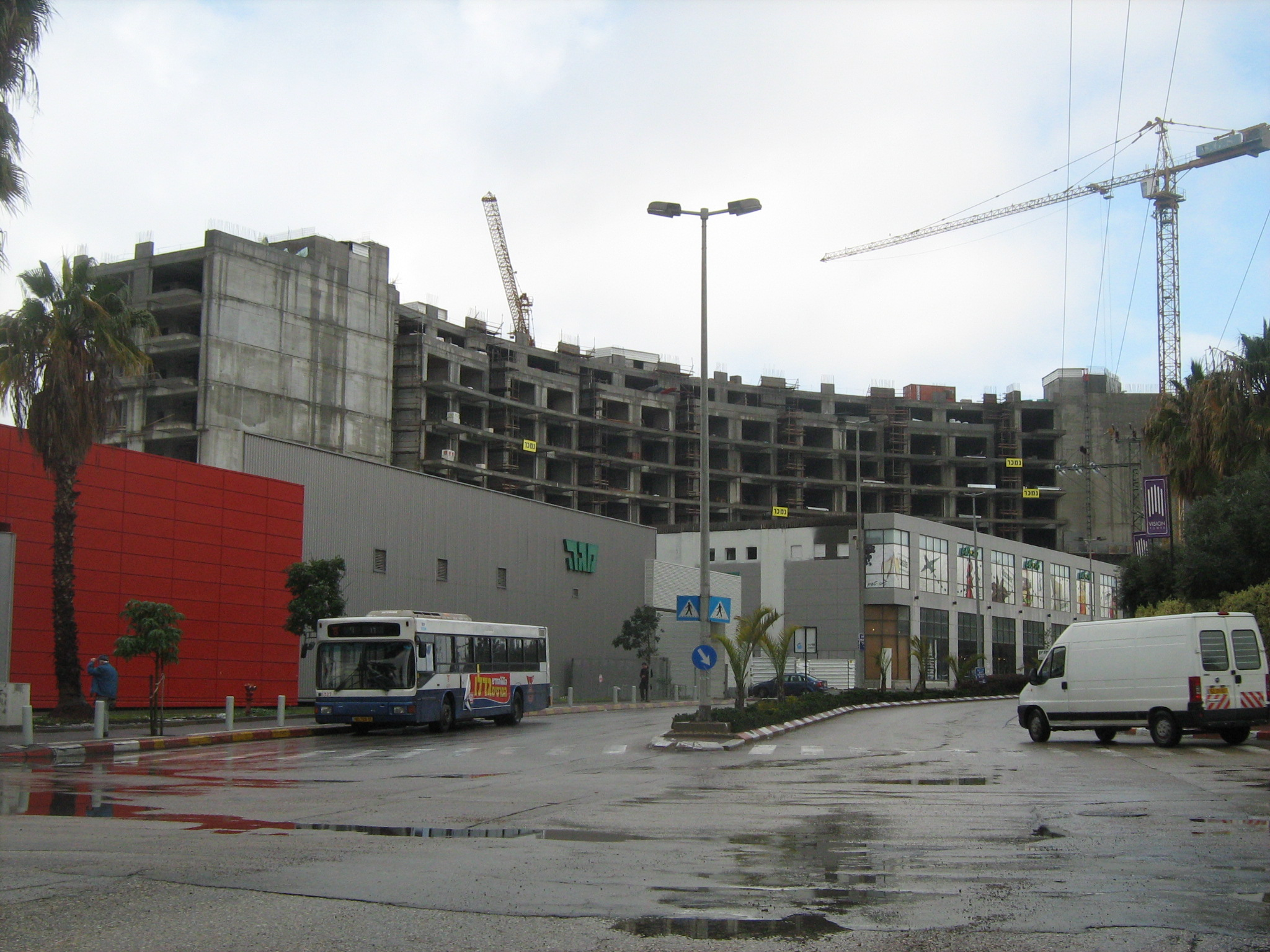
Budowa Kirjat Atidim

Projekt budowy tego nowoczesnego centrum biznesowego i jednocześnie strefy przemysłowej hi-tech powstał w 1972 z inicjatywy Rady Miejskiej Tel Awiwu i Uniwersytetu Telawiwskiego. Jednak prace budowlane rozpoczęto pod koniec XX wieku.

## Architektura
Zabudowa składa się w większości z niewysokich budynków, jedynie w północnej części strefy znajduje się wieżowiec Vision Tower, o wysokości 150 metrów. Tuż obok jest mniejszy biurowiec Kirjat Atidim Tower o wysokości 76 metrów.

## Gospodarka
Największe znaczenie mają tutejsze firmy hi-tech, które wchodzą w skład izraelskiej Doliną Krzemową. Zgodnie z nazwą tereny te stanowią centrum izraelskiego przemysłu tzw. „nowych technologii” (technopolia), głównie przemysłu komputerowego. Działają tutaj między innymi: Ness Technologies, Comverse, Red-Bint, Alvarion i inne.
W południowej części strefy znajduje się duże centrum handlowe z urzędem pocztowym.

## Transport
W strefie znajduje się duża zajezdnia autobusowa Dan.
Ze strefy wyjeżdża się na zachód ulicą Raoul Wallenberga, którą dojeżdża się na drogę nr 482  (Tel Awiw-Herclijja), którą jadąc na północ dojeżdża się do autostrady nr 5  (Tel Awiw-Ari’el).